# Impasse Raymond-Queneau
L'impasse Raymond-Queneau est une voie située dans le quartier de la Chapelle du 18e arrondissement de Paris.

## Origine du nom
Elle porte le nom de l'écrivain français Raymond Queneau (1903-1976), en raison de sa proximité avec la rue éponyme.

## Historique
La voie est créée dans le cadre de l'aménagement de la ZAC Évangile sous le nom provisoire de « voie AP/18 » et prend sa dénomination actuelle par arrêté municipal du 28 décembre 1987. 